# بیشه نو
بیشه نو از مناطق متروکه دهستان خانندبیل شرقی در بخش مرکزی شهرستان خلخال است.